# Ȩ
Ȩ (Minuskel: ȩ) ist ein lateinischer Buchstabe, der in der Schrift mehrerer kamerunischer Sprachen verwendet wird, die das Allgemeine Alphabet der kamerunischen Sprachen (AGLC) verwenden, wie Mundani, Dii, Karang, Pana und Vute, oder auch in der Schrift des Piaroa in Kolumbien. Es handelt sich um den Buchstaben E, der mit einer Cedille diakritisiert ist.